# Coptodactyla nitida
Coptodactyla nitida là một loài bọ cánh cứng trong họ Bọ hung (Scarabaeidae).